# Macapta mursa
Macapta mursa är en fjärilsart som beskrevs av William Schaus 1894. Macapta mursa ingår i släktet Macapta och familjen nattflyn. Inga underarter finns listade i Catalogue of Life.